# Toni Tapalović
Toni Tapalović (Gelsenkirchen, 10. listopada 1980.) njemačko-hrvatski je nogometni trener i bivši nogometaš. Cijelu igračku karijeru proveo je u Njemačkoj, a od 2011. obnaša dužnost trenera za vratare u Bayern Münchenu. Brat je nogometaša Filipa Tapalovića.

## Životopis

### Igračka karijera
Tapalović je nogometnu karijeu započeo u ranim godinama; već je 1986. igrao za mlađe uzraste gelsenkirchenske Fortune. S 10 godina prelazi u mladu momčad Schalkea, a od 1999. povremeno igra i za amatersku momčad istog kluba. Profesionalni je ugovor dobio tek za dvije godine zbog ozljede medijalnog meniskusa na koljenu u kolovozu 1999. Krajem 2001. odlazi u VfL Bochum, gdje ostaje pod ugovorom do siječnja 2004. U oba bundesligaša nije odigrao utakmicu u Bundesligi. 2004. prelazi u KFC Uerdingen u zapadnoj Regionalligi, gdje ostaje do lipnja 2005., odigravši 26 utakmica za klub.
Od prosinca 2005., Tapalović postaje igračem Kickers Offenbacha, ali nije korišten kao vratar. 2006. se vraća u Schalke. Nakon odlaska Franka Rosta u siječnju 2007., ponovo je bio u kadru za profesionalnu momčad. 2010. potpisuje s bundesligašem FSV Mainzom, za čiju je rezervnu momčad igrao, vrativši se tako ponovo u Regionalligu. Nakon novih ozljeda, puknuća križnog i medijalnog kolateralnog ligamenta zbog kojih je morao pauzirati još šest mjeseci, u listopadu 2010. Tapalović odlazi u mirovinu.

### Trenerska karijera
Nakon igračke karijere pune ozljeda, Tapalović se okrenuo treniranju mladih vratara. Njegovo početno iskustvo bili su juniorski vratari Schalkea. Od sezone 2011./12., trener je vratarâ Bayern Münchena, s kojim je potpisao ugovor na dvije godine. Između ostalih, trener je Manuela Neuera, glavnog vratara Bayerna kao i njemačke nogometne reprezentacije, s kojim se već otprije poznaje iz vremena u Gelsenkirchenu.

## Nagrade i uspjesi
- njemački kup: 2001., 2002. (bez odigranog susreta)[14]

## Vanjske poveznice
- Profil trenera na službenoj stranici Bayern Münchena
- Profil na Transfermarktu
- Toni Tapalović na Fußballdaten.de
- Intervju - Ivan Rakitić: "Toni ništa ne oprašta Manuelu", Spox.com, 5. srpnja 2011.